# Nemesia maculatipes
Nemesia maculatipes is een spinnensoort in de taxonomische indeling van de bruine klapdeurspinnen (Nemesiidae).
Nemesia maculatipes werd in 1871 beschreven door Ausserer.